# Незвичайне літо (фільм, 1957)
Про однойменний фільм 1979 року див. Незвичайне літо (фільм, 1979)
«Незвичайне літо» — радянський художній фільм 1957 року режисера Володимира Басова, екранізація однойменного роману Костянтина Федіна. Друга частина кінодилогії, розпочата у фільмі «Перші радощі» (1956).

## Сюжет
1919 рік. Саратов. Нові перипетії долі колишнього студента Кирила Ізвєкова, нині комісара Червоної Армії, від розгрому врангелівської дивізії і взяття Саратова до всепоглинаючої любові до актриси місцевого театру Аночки.

## У ролях
- Віктор Коршунов —  Кирило Ізвєков
- Роза Макагонова —  Аночка Парабукіна
- Володимир Ємельянов —  Петро Рагозін
- Юрій Яковлєв —  Василь Дибич
- Михайло Названов —  Пастухов
- Володимир Соловйов —  Меркурій Мєшков
- Борис Новиков —  Шубников
- Володимир Дружников —  Цвєтухін
- Ольга Жизнєва —  Віра Ізвєкова
- Афанасій Кочетков —  матрос Страшнов
- Гліб Стриженов —  Іпат Іпатьєв
- Георге Георгіу —  Анатолій Ознобішин
- Тетяна Конюхова —  Ліза Мєшкова
- Валентина Ушакова —  Анастасія Пастухова
- Олександр Роговін —  Зубинський
- Іван Воронов —  Полотєнцев

## Знімальна група
- Сценарист:  Олексій Каплер
- Режисер:  Володимир Басов
- Оператор:  Тимофій Лебешев
- Композитор:  Михайло Зів